# Fulvetta
Fulvetta és un gènere d'ocells de la família dels paradoxornítids (Paradoxornithidae), tot i que sovint encara se'l troba classificat amb els sílvids(Sylviidae).

## Taxonomia
Segons la Classificació del Congrés Ornitològic Internacional (versió 11.1, 2021) aquest gènere conté 8 espècies:
- Fulvetta vinipectus - Fulveta cellablanca.
- Fulvetta striaticollis - Fulveta de la Xina.
- Fulvetta ruficapilla - Fulveta de Verreaux.
- Fulvetta danisi - Fulveta d'Indoxina.
- Fulvetta ludlowi - Fulveta de Ludlow.
- Fulvetta cinereiceps - Fulveta capgrisa.
- Fulvetta manipurensis - Fulveta de Manipur.
- Fulvetta formosana - Fulveta de Taiwan.

Tot i que el gènere Fulvetta havia estat proposat originalment el 1877, no es va instaurar fins a principis del segle XXI per reubicar diverses espècies que es classificaven en el gènere Alcippe, a la família dels timàlids (Timaliidae). Aquests tàxons es traslladaren a la família dels sílvids (Sylviidae) quan es demostrà la seva proximitat genètica amb els membres del gènere Sylvia.
El Congrés Ornitològic Internacional, en la seva llista mundial d'ocells (versió 10.2, 2020) transferí finalment el gènere Fulvetta a la família dels paradoxornítids (Paradoxornithidae). Tanmateix, el Handbook of the Birds of the World i la quarta versió de la BirdLife International Checklist of the birds of the world (Desembre 2019), aquest tàxon apareix classificat encara dins de la família dels sílvids.